# Skarvhøi
De Skarvhøi is een berg behorende bij de gemeente Lom in de provincie Oppland in Noorwegen. De berg, gelegen in Nationaal park Jotunheimen, heeft een hoogte van 1741 meter.
De Skarvhøi is onderdeel van het gebergte Jotunheimen.